# Indépendance judiciaire
L'indépendance judiciaire (ou indépendance de la magistrature) signifie que le pouvoir judiciaire jouit de la prérogative de ne pas subir des pressions indues dans l'exercice de sa fonction adjudicative. C'est une mesure au profit des justiciables qui vise à garantir la perception raisonnable d’impartialité des tribunaux. L'indépendance judiciaire peut être envisagée sous trois aspects ː l'inamovibilité, l'indépendance institutionnelle et la sécurité financière.

## Par pays

### Canada
En droit constitutionnel canadien, l'indépendance judiciaire signifie que les juges sont introduits sous bonne conduite, et non pas par le monarque, selon une tradition remontant à l'Act of Settlement. L’indépendance judiciaire est garantie par l’Act of Settlement et par le préambule de la Loi constitutionnelle de 1867.

### États-Unis
Selon l'auteur Joseph J. Darby, « la clause de charge et d'indemnité de la Constitution des États-Unis garantit l'indépendance personnelle (ou décisionnelle) de tous les juges fédéraux. L'institution judiciaire, cependant, est considérablement moins indépendante que les autres branches du gouvernement ». Aux États-Unis, les juges sont élus comme démocrates ou comme républicains et doivent mener campagne et obtenir du financement pour se faire élire, ce qui pour certains auteurs menace leur indépendance judiciaire.

### France
En droit français, la Constitution de 1958 reconnaît l'indépendance de l'autorité judiciaire. Elle concerne « à la fois les magistrats du siège et ceux du parquet ». De plus, « les magistrats du siège sont inamovibles » (art. 64, al. 4, de la Constitution).

### Hongrie
Il a été reproché au gouvernement de la Hongrie d'avoir miné l'indépendance judiciaire. Néanmoins, en décembre 2022, « la Commission [européenne] considère que la Hongrie a pris les mesures qu'elle s'était engagée à prendre afin que la Commission estime que la condition favorisante horizontale relative à la charte des droits fondamentaux de l'Union européenne est remplie en ce qui concerne l'indépendance de la justice ».

### Pologne
Le 4 mars 2024, « le gouvernement du Premier ministre Donald Tusk a lancé un plan de réforme du système judiciaire dans le but de restaurer l’État de droit en Pologne après le règne du parti conservateur Droit et Justice (PiS), a déclaré le ministre de la Justice, Adam Bodnar ».

### Royaume-Uni
En vertu de l'Act of Settlement, « le Parlement doit donner son accord pour que le souverain s'engage dans une guerre ou quitte le pays, et les juges doivent rester en fonction pour bonne conduite et non selon le bon vouloir du roi, ce qui établit l'indépendance de la justice ».